# Hubert Sattler (peintre)
Pour les articles homonymes, voir Sattler et Hubert Sattler.
Hubert Sattler, né le 21 janvier 1817 à Salzbourg et mort le 3 avril 1904 à Vienne, est un peintre paysagiste autrichien.

## Biographie
Il naît à Salzbourg en 1817. Son père, Johann Michael Sattler, est un peintre paysagiste qui deviendra célèbre avec l'imposant panorama de Sattler (de), une œuvre réalisée à la demande de l'empereur François Ier et qui représente la ville de Salzbourg vue depuis la forteresse de Hohensalzburg.

Jeune, Hubert apprend la peinture auprès de son père. Il effectue de nombreux voyages en sa compagnie et bénéficie de ses conseils pour ces premières œuvres. Il fréquente également l'académie des beaux-arts de Vienne. Rapidement, il se spécialise à son tour dans la peinture de paysages. Il voyage alors en Europe, au Proche-Orient, en Amérique latine et en Amérique du Nord et s'inspire de ces voyages pour peindre ces toiles, utilisant notamment à son retour en Autriche les croquis qu'il avait réalisé sur place ainsi que des gravures d'époques. Il utilise au cours de sa carrière les pseudonymes de Louis Ritchard, E. Grossen et Stähly-Rychen.

Il décède à Vienne en 1904. Il est enterré à Salzbourg dans une tombe d'honneur, à côté de son père. Dans cette ville, une maison du quartier de Neustadt (de) porte son nom. Son fils, Hubert Sattler (de), devient un ophtalmologiste connu pour ces travaux de recherche histologique et histopathologique sur l'œil humain et ces maladies.

Ces œuvres sont notamment visibles au musée de Salzbourg qui lui consacre un cosmorama et dans de nombreuses collections privées.

## Galerie

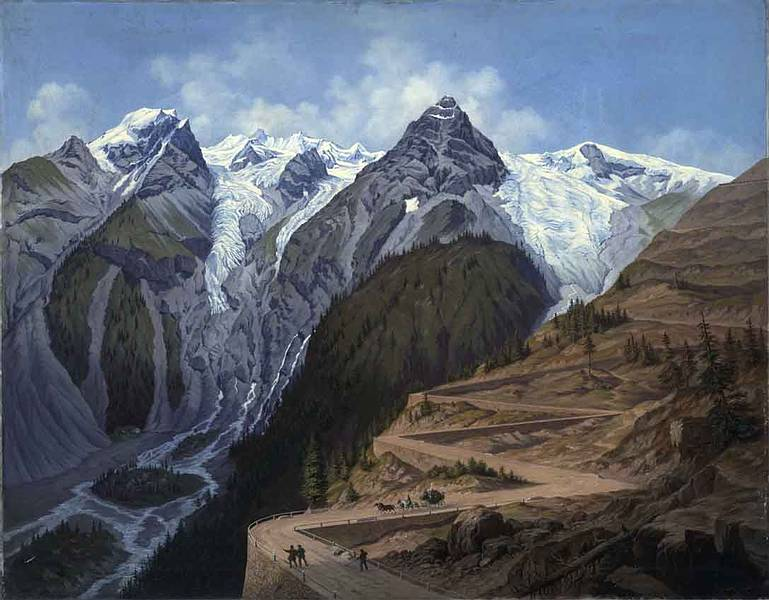
Le col du Stelvio avec l'Ortles en arrière plan (1861)
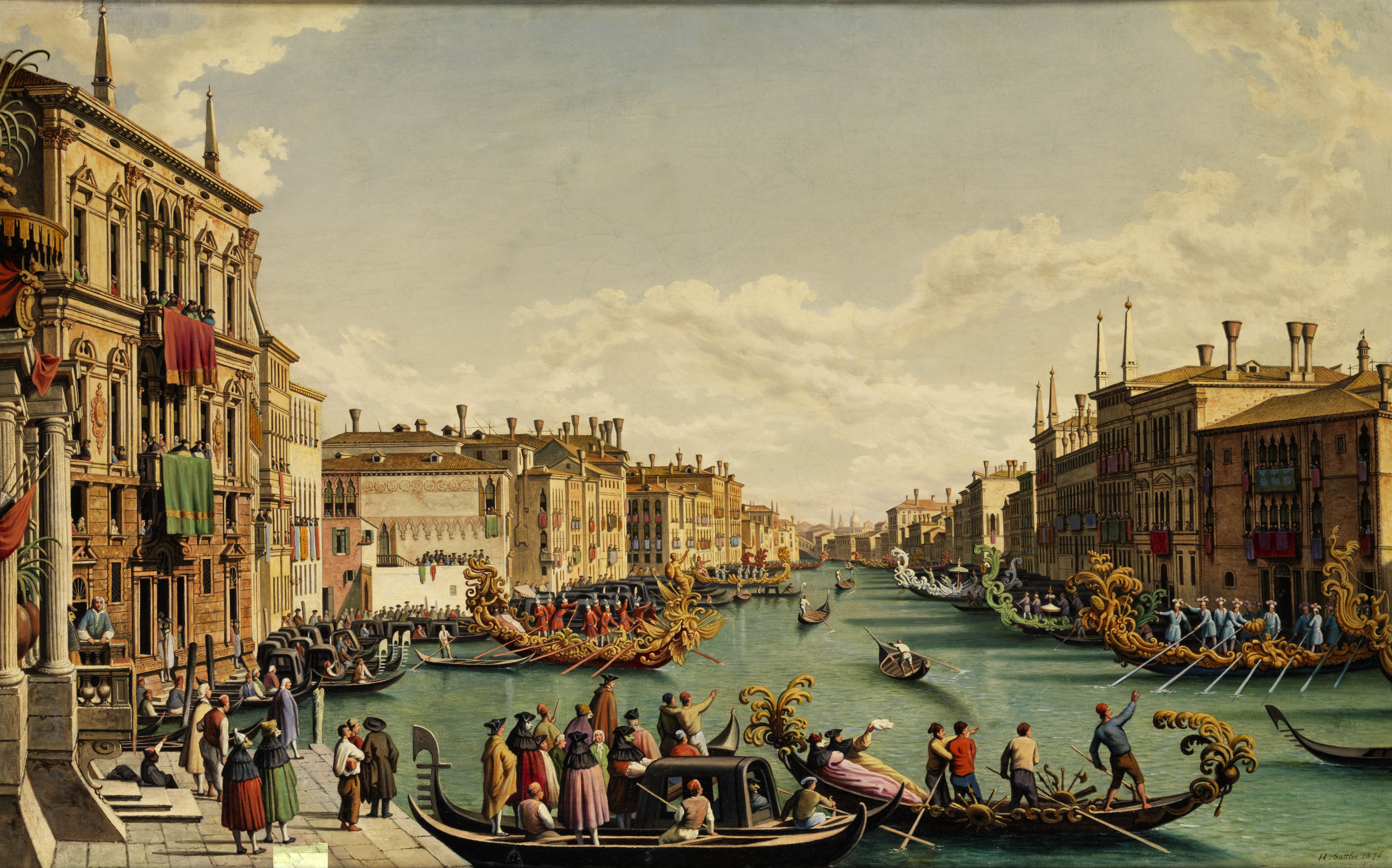
La fête du Rédempteur à Venise (1876)
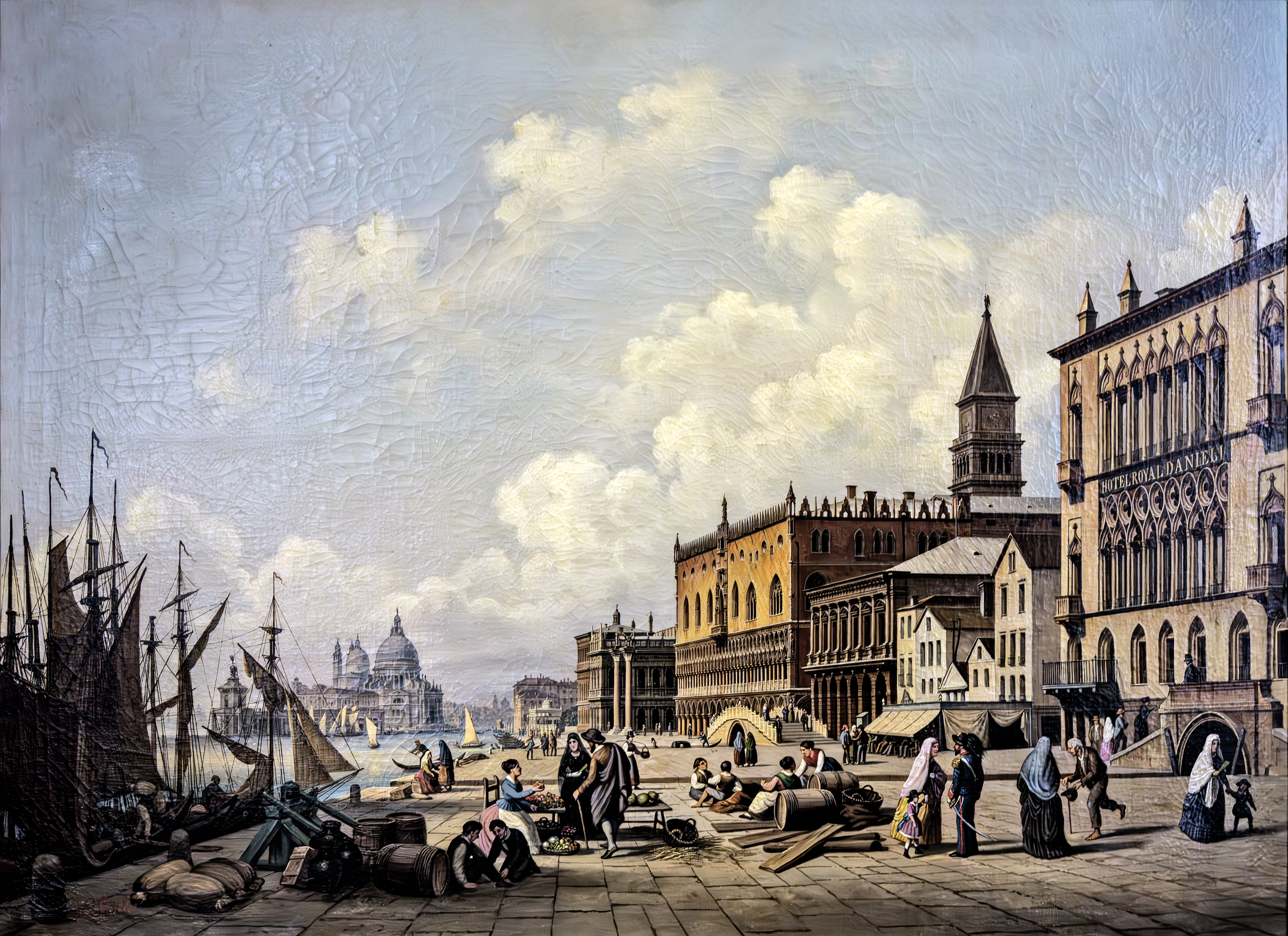
Vue de la Riva degli Schiavoni vers le Palais Ducale Pinacoteca Querini Stampalia
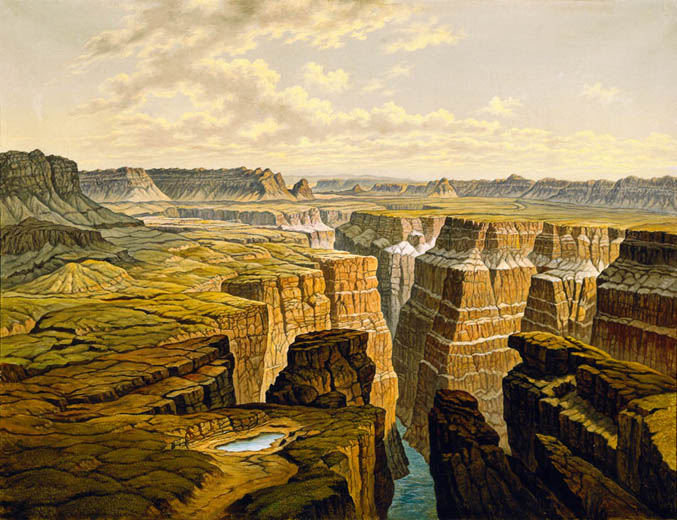
Le Grand Canyon (sans date)
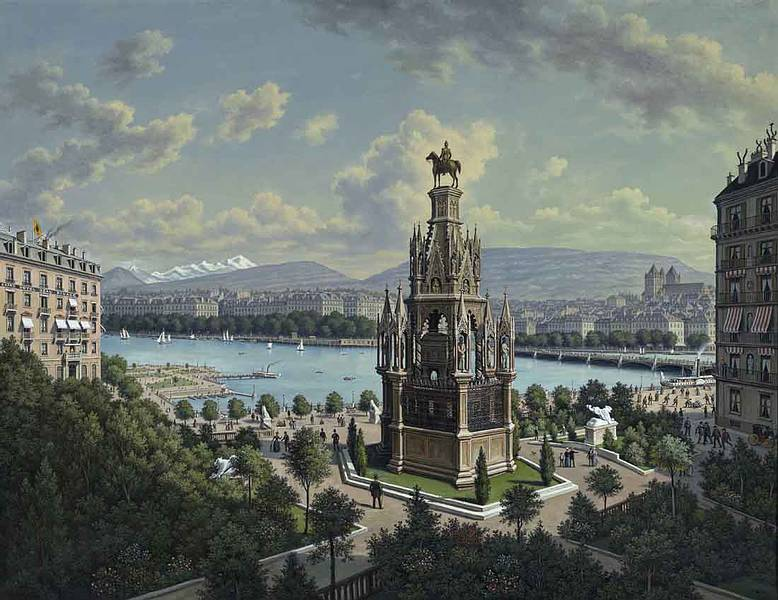
Le monument Brunswick à Genève (1899)
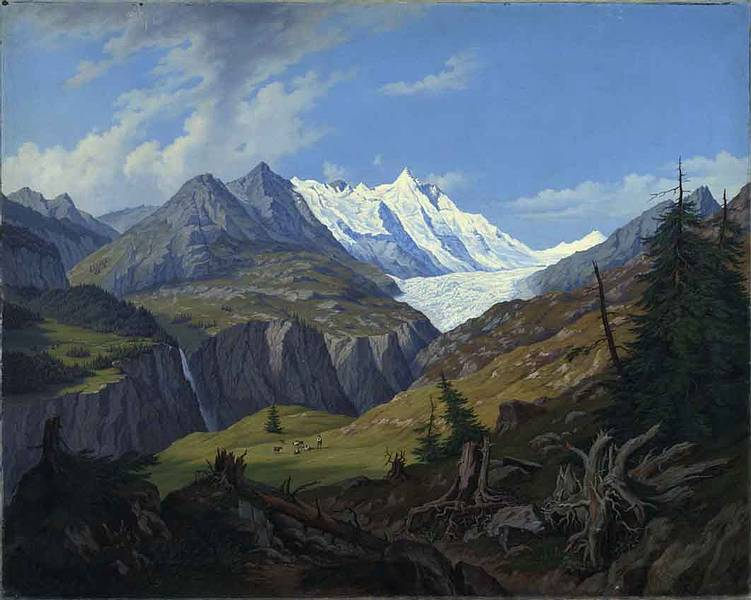
Le pic du Grossglockner et le glacier du Pasterze (1867)
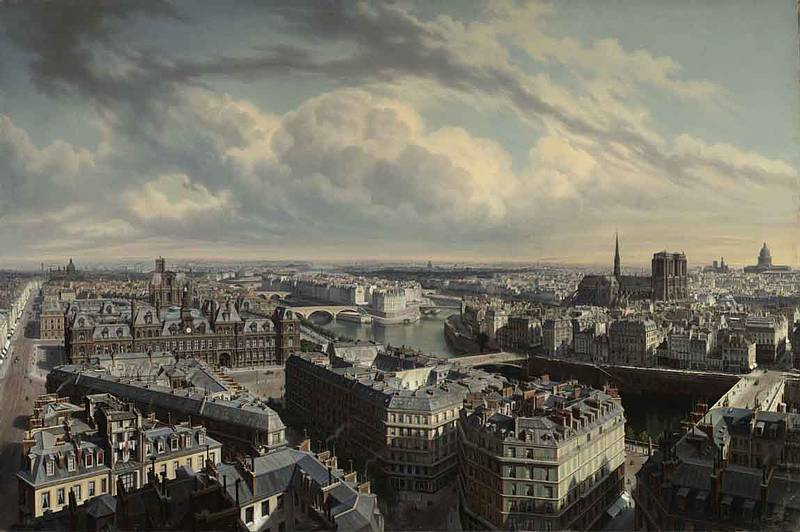
Paris depuis la Tour Saint-Jacques, vue sud-est (1866)
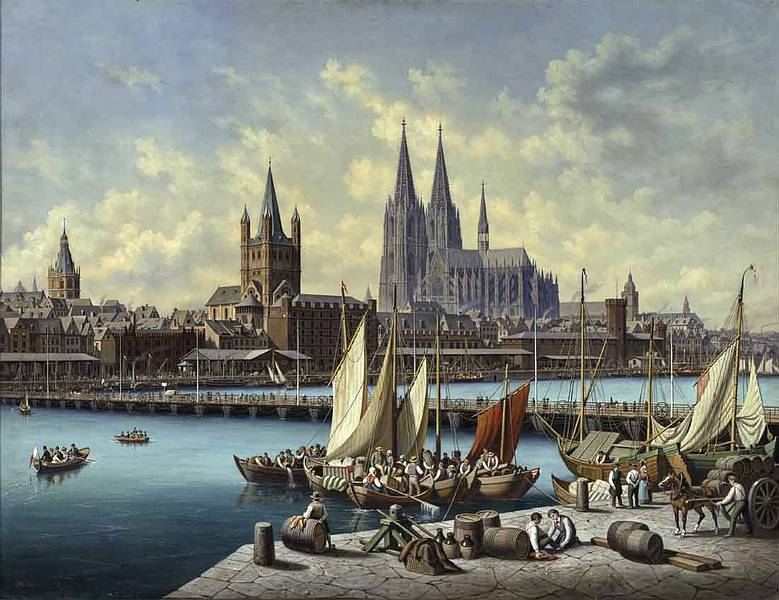
Cologne et le Rhin (entre 1890 et 1900)
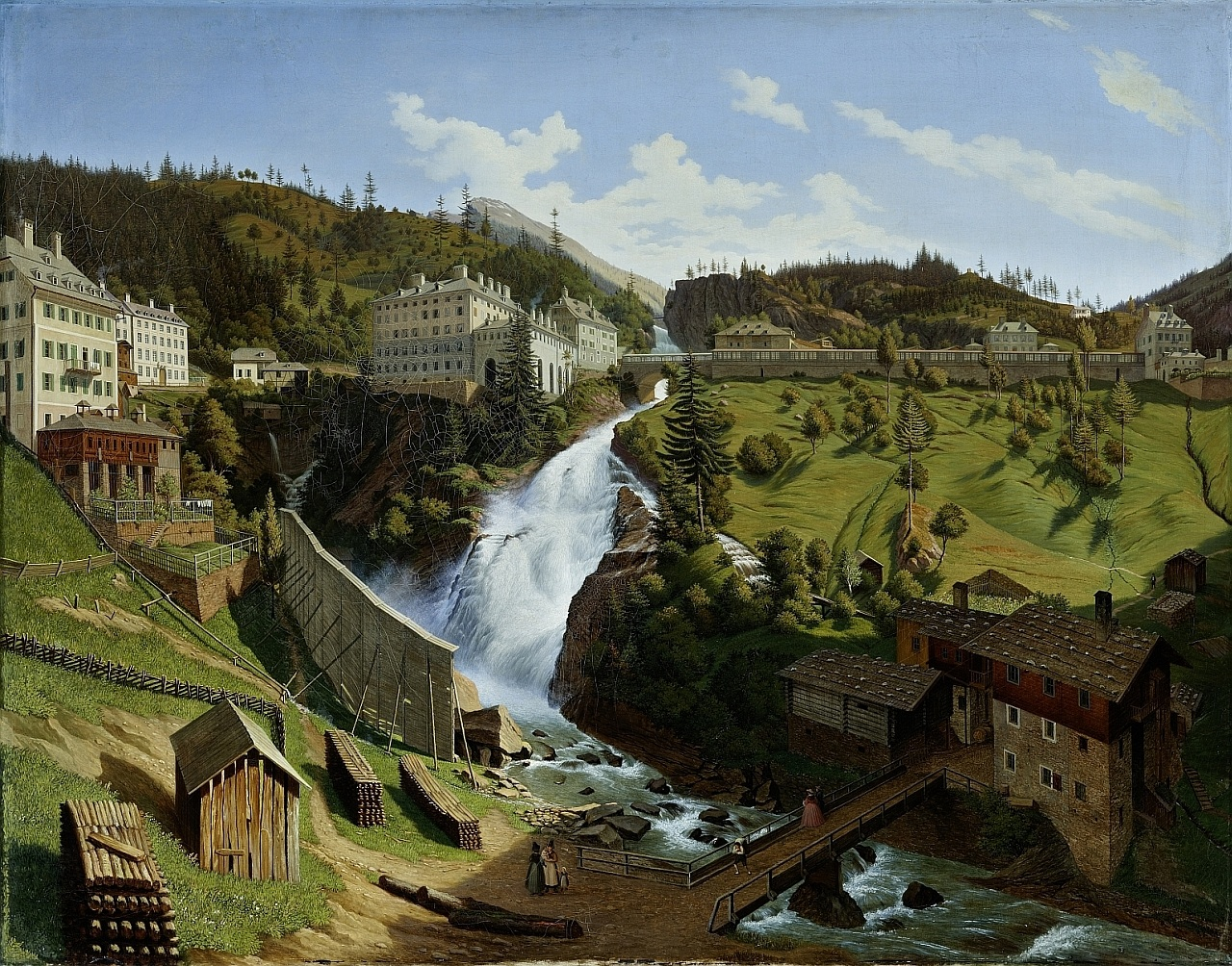
Bad Gastein (vers 1844)
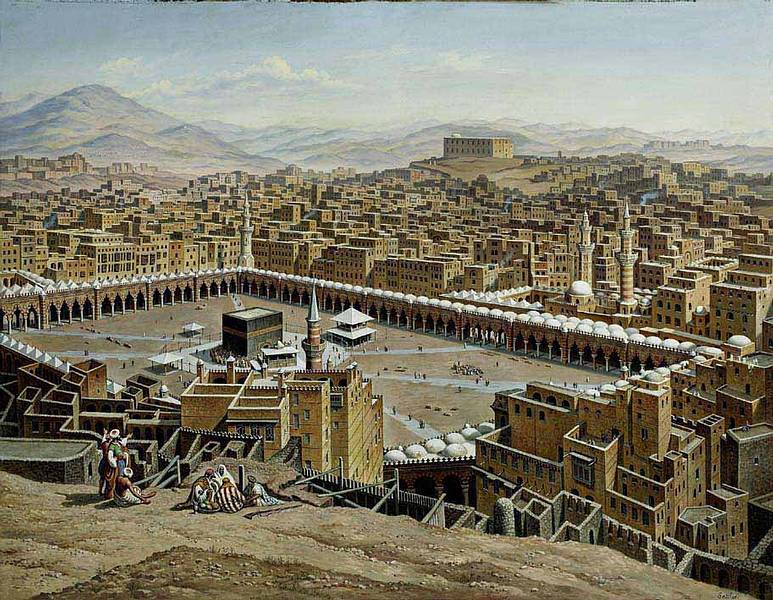
Le Kaaba à La Mecque (1897)
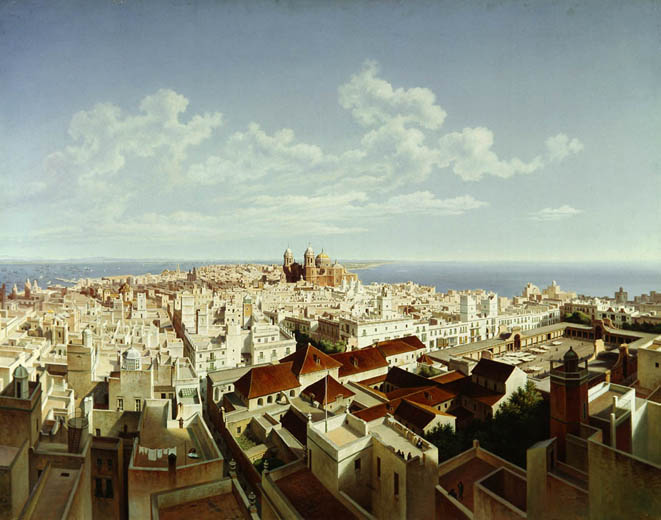
Cadix depuis la tour Tavira, vue sud (1867)
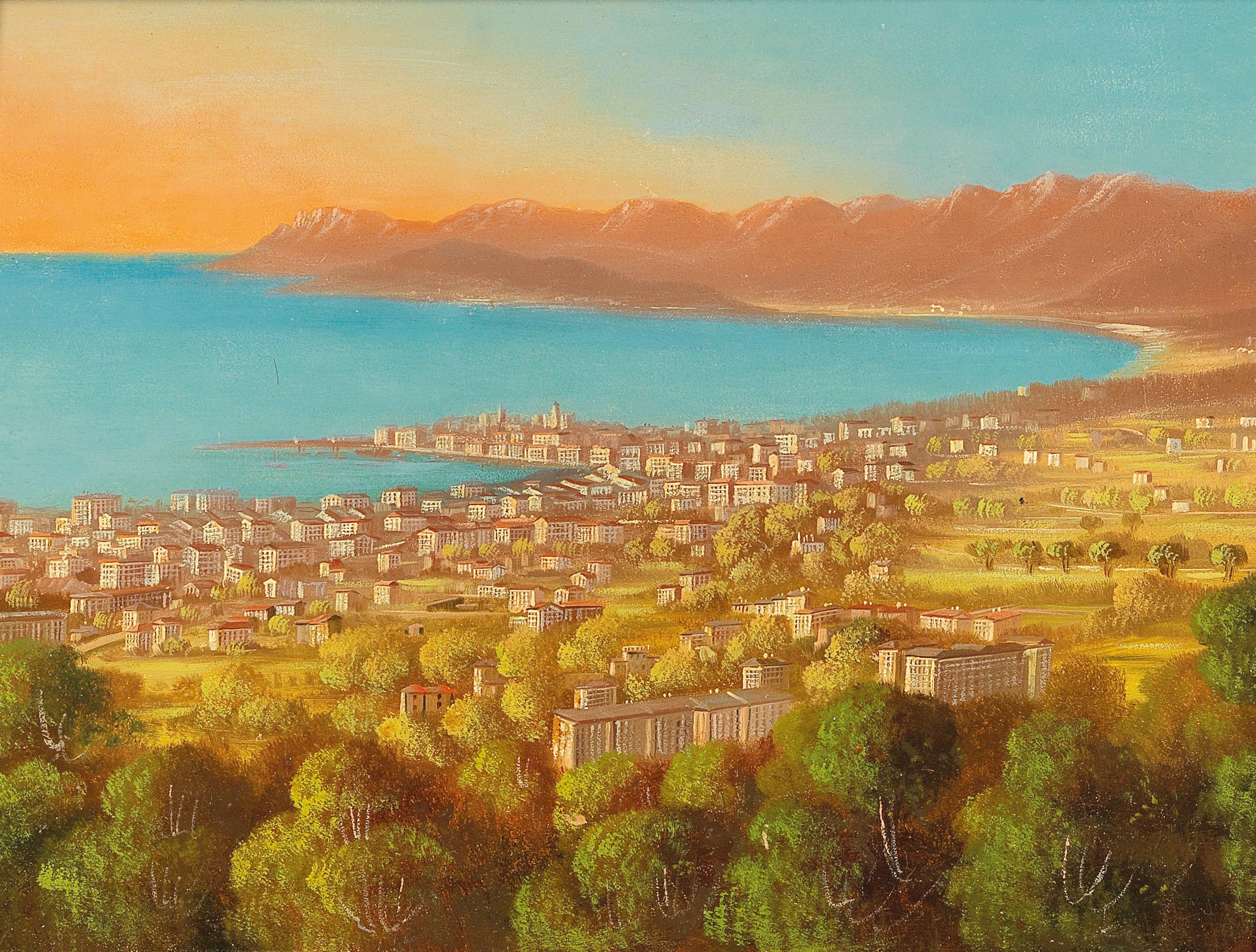
Vue de Cannes (vers 1904)
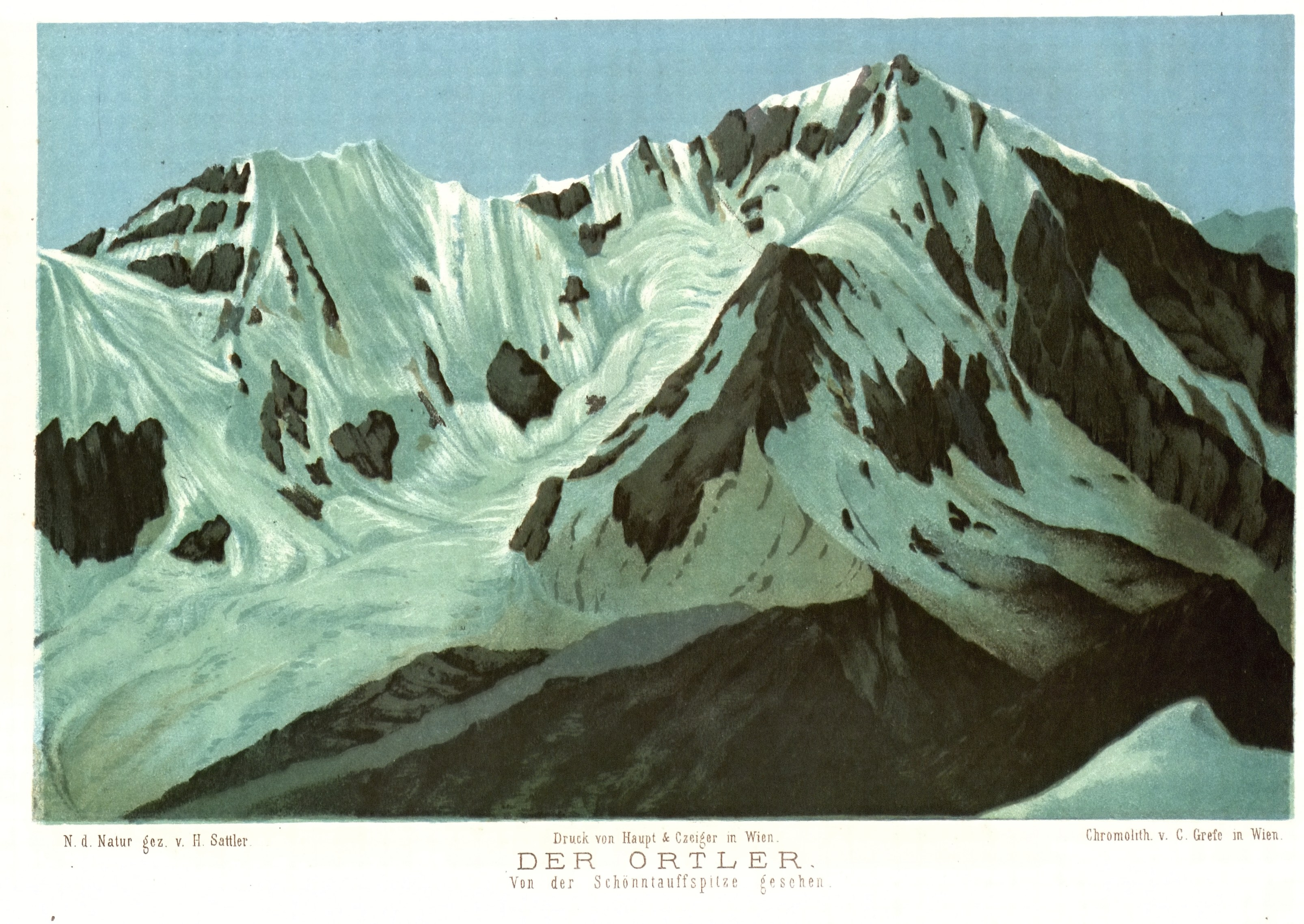
Le sommet de l'Ortles, illustration publié dans le journal Zeitschrift des Deutschen und Oesterreichischen Alpenvereins (de) en 1872
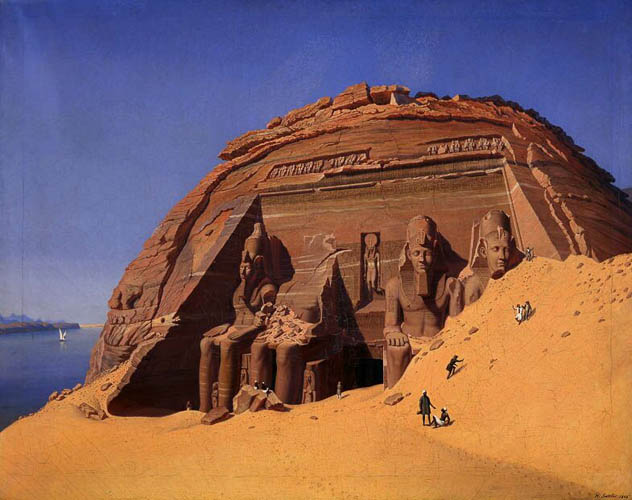
Le Grand temple d'Abou Simbel (sans date)
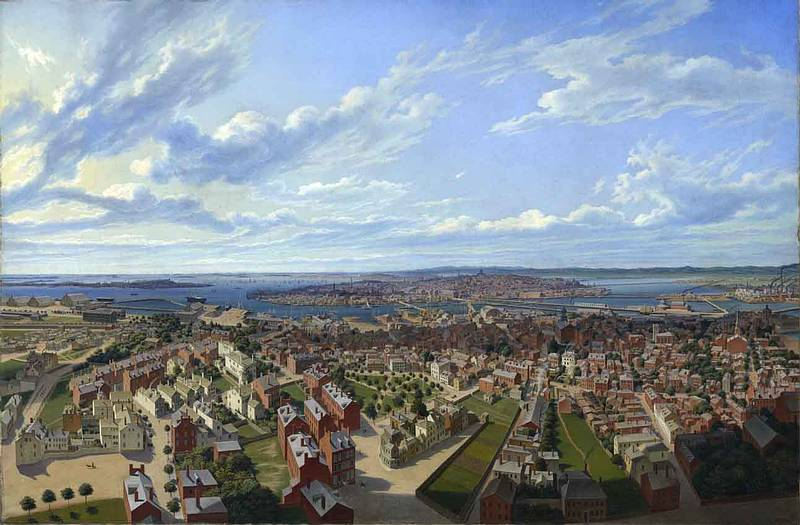
Boston, capitale du Massachusetts (vers 1850-1860)
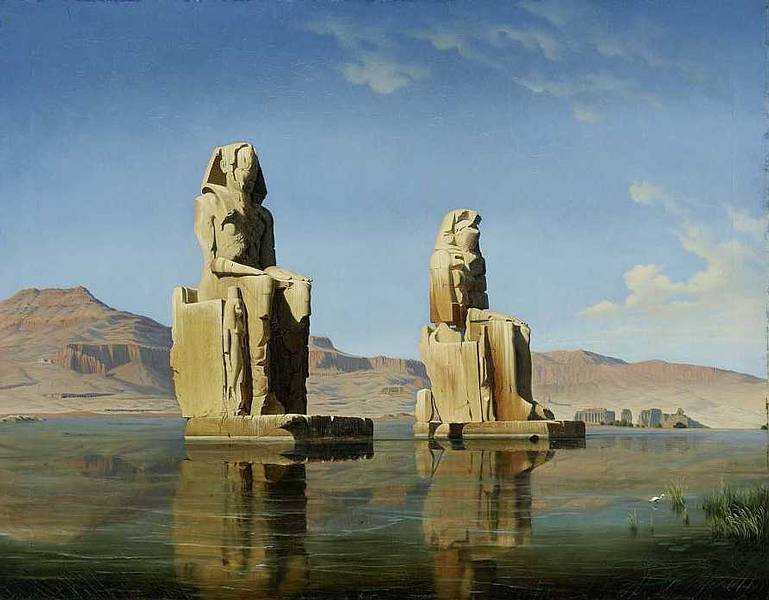
Colosses de Memnon (1846)
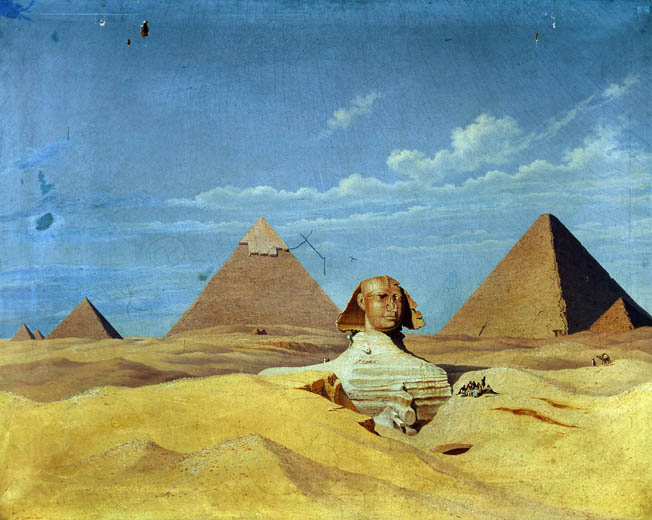
Pyramides de Gizeh (sans date)
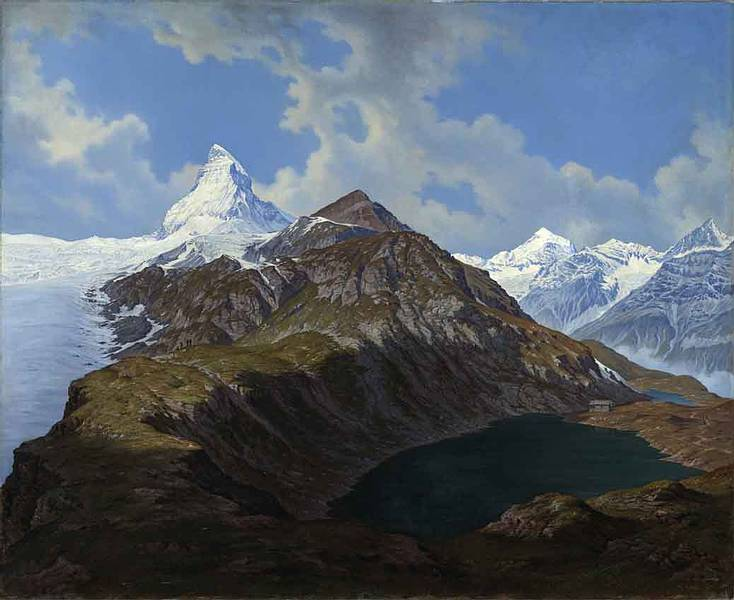
Le mont Cervin (1867)
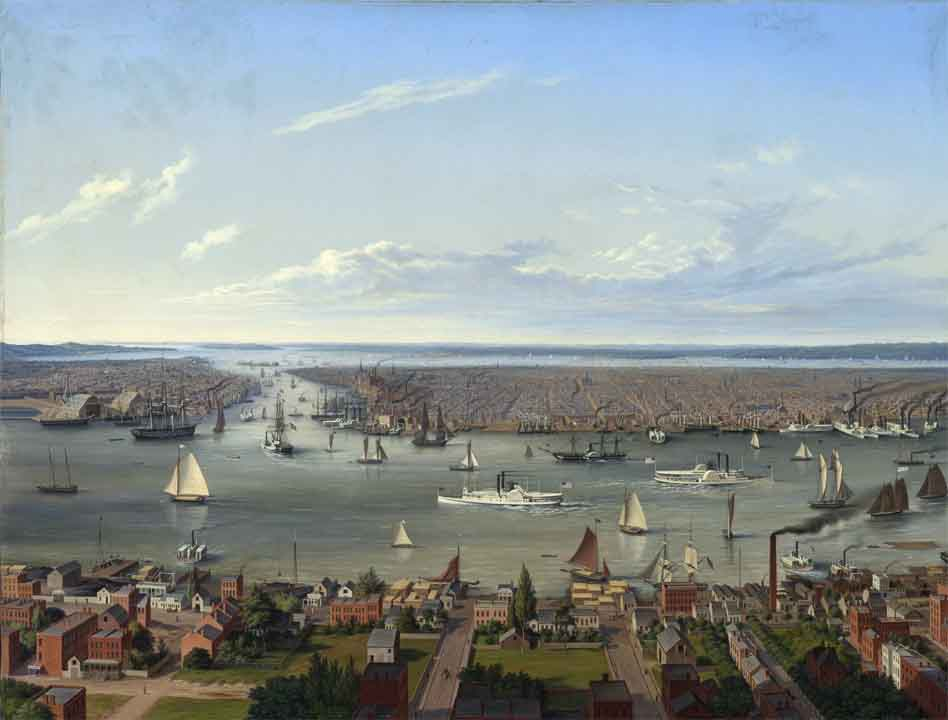
New York (1854)
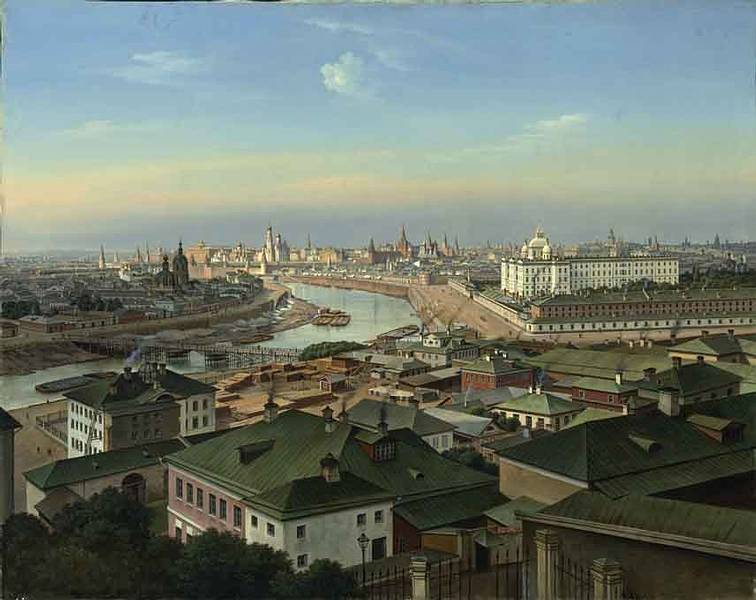
Vue de Moscou avec le Kremlin (vers 1850-1860)
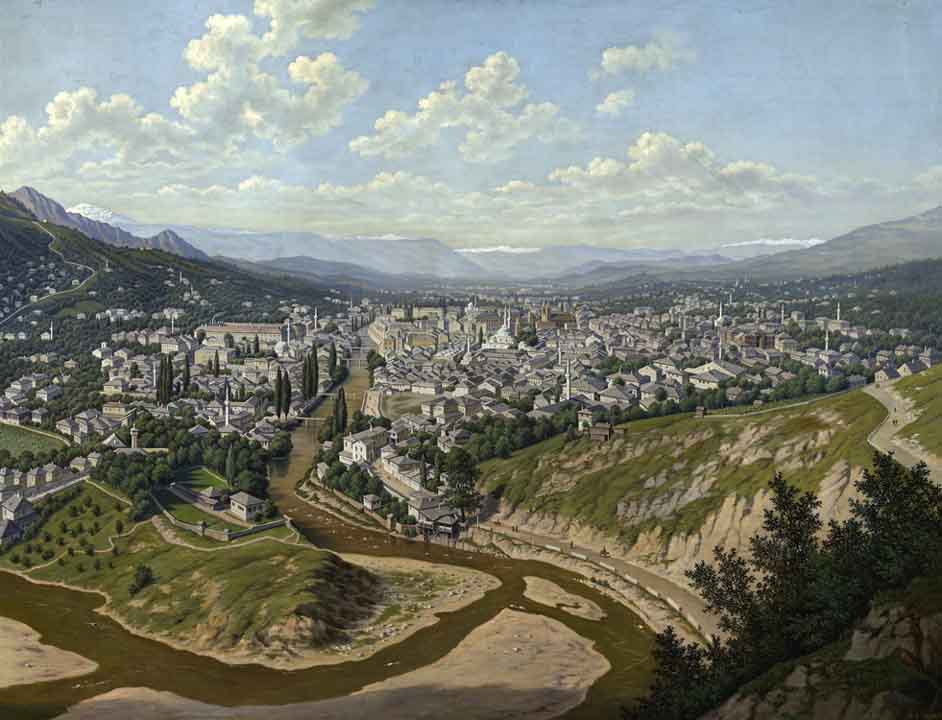
Sarajevo (1893)
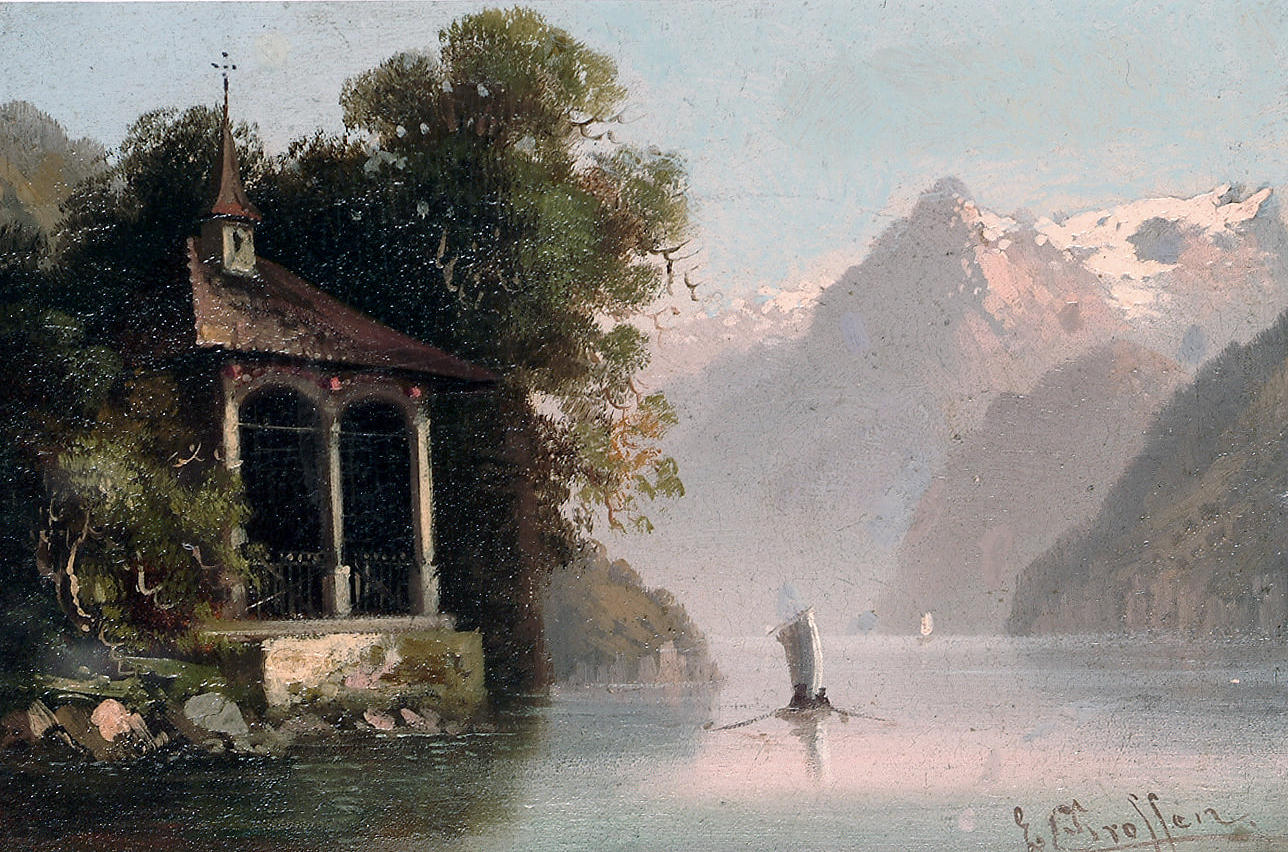
La chapelle de Tell sur le lac des Quatre-Cantons (sans date)
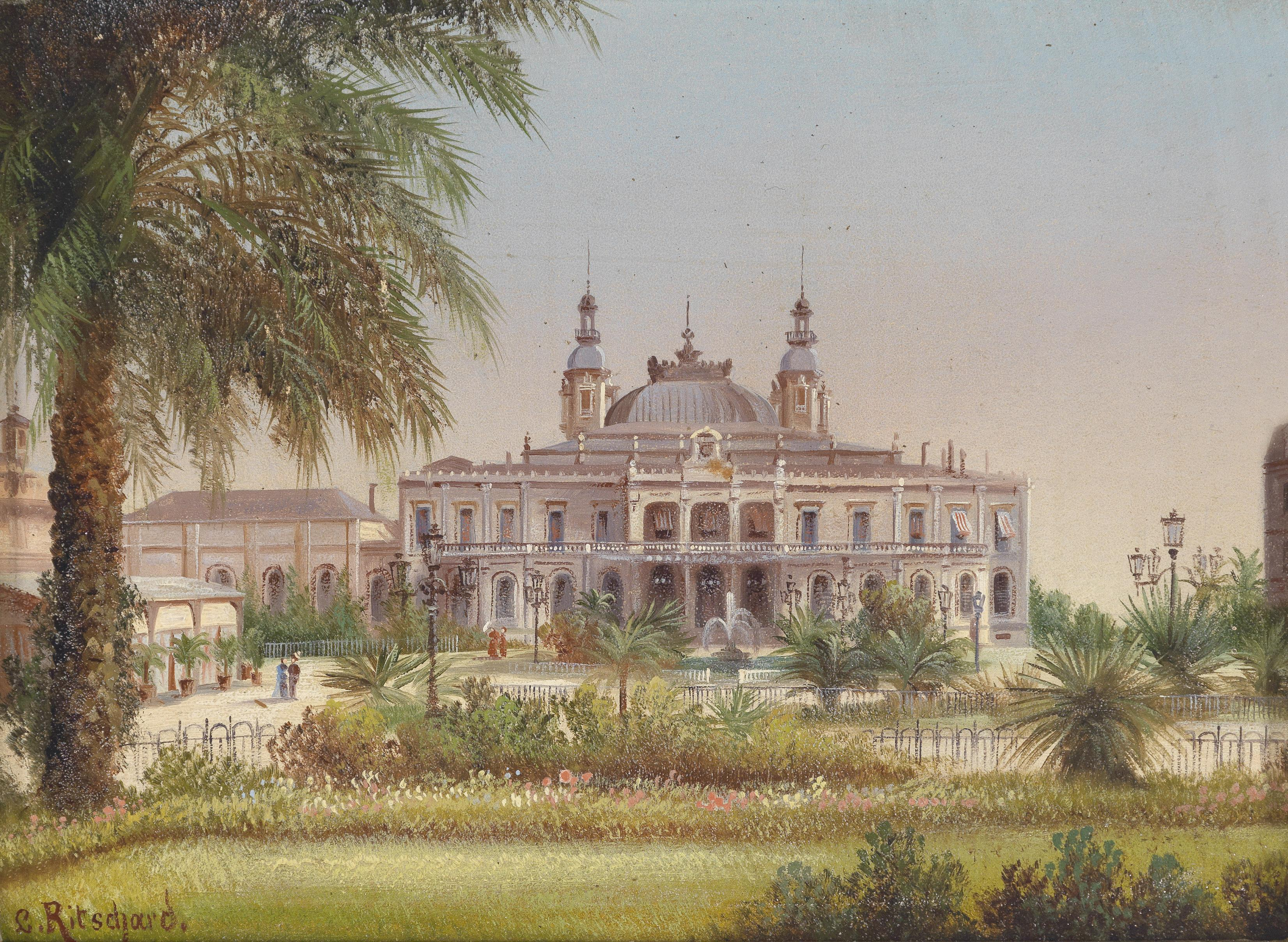
Monte-Carlo, place du casino (sans date)
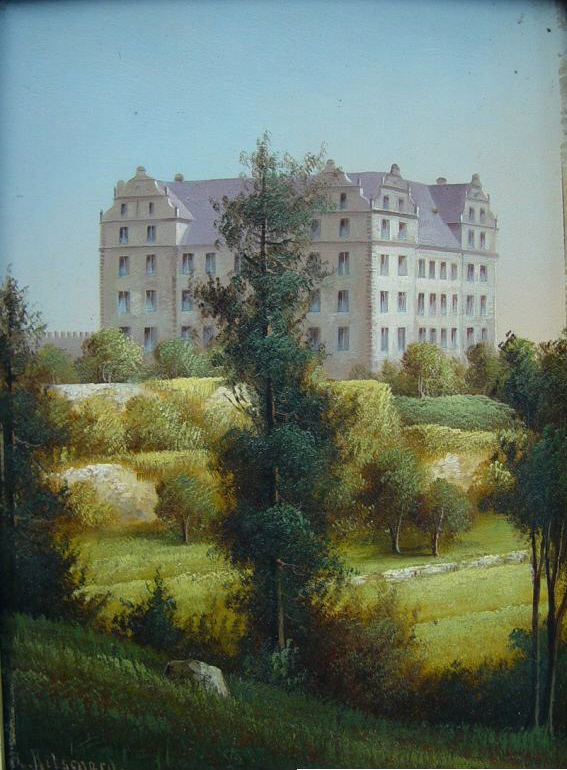
Le château de Lichtenberg (de) (sans date)
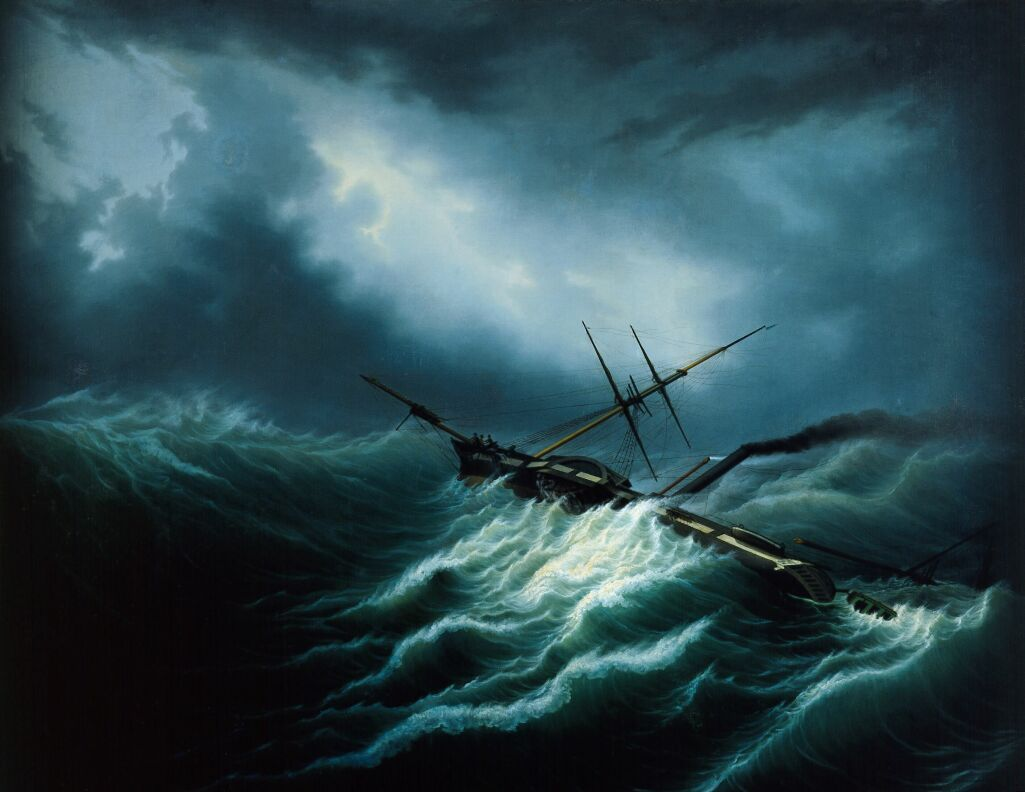
Tempête sur la mer du Nord (1835)
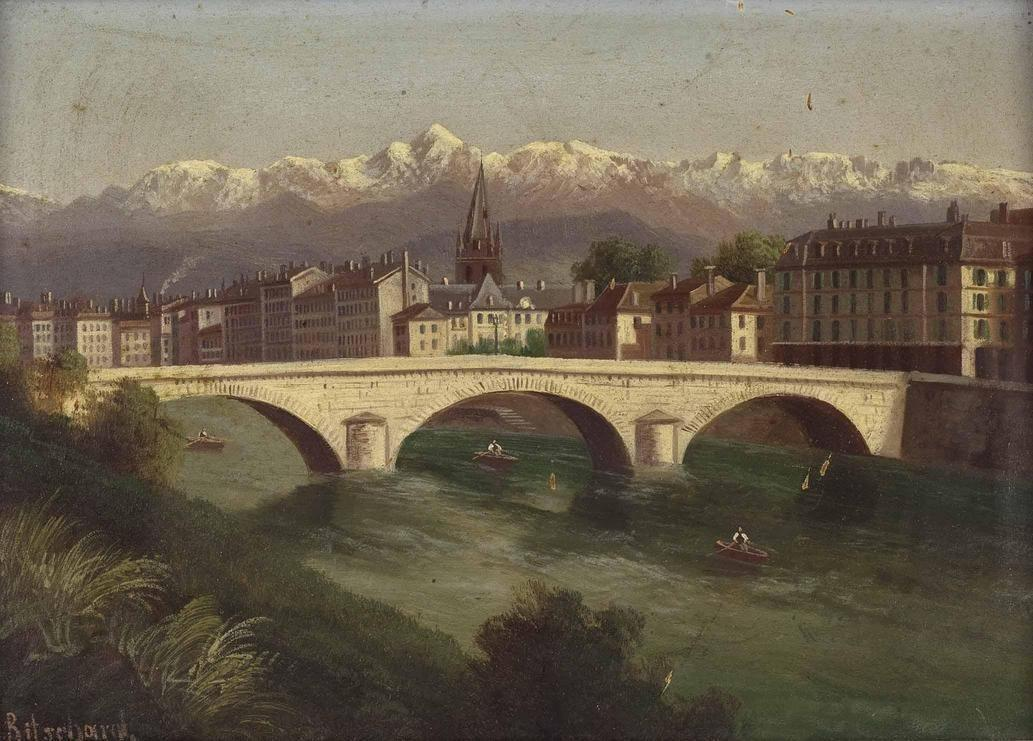
Grenoble (sans date)
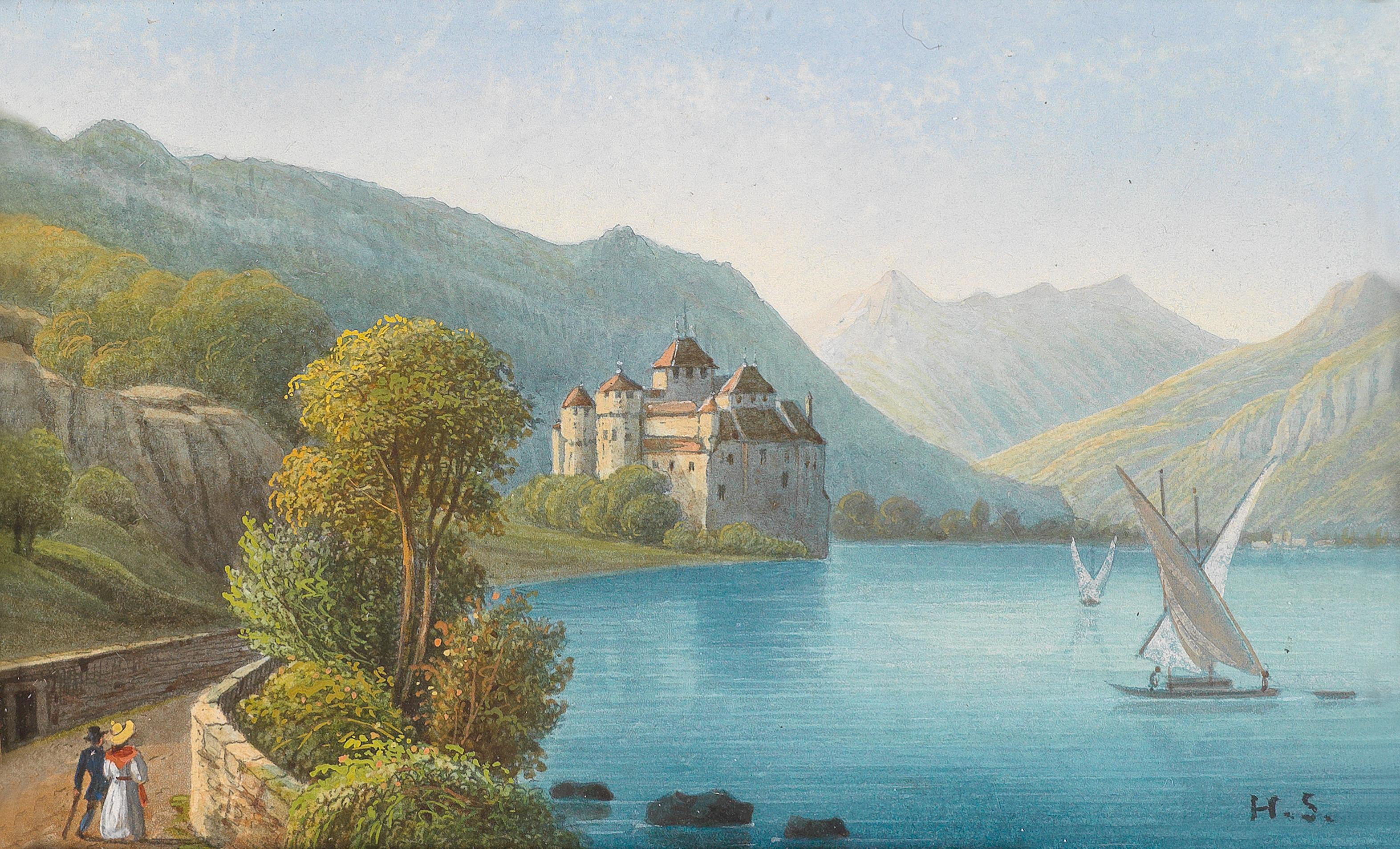
Vue du château de Chillon sur le lac Léman (1876)
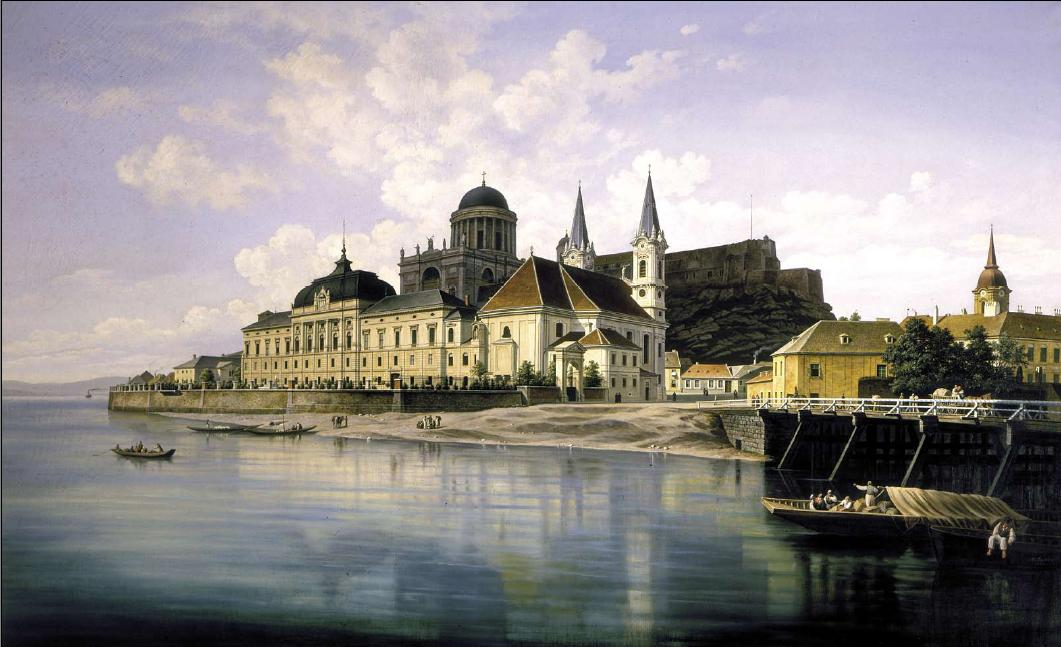
Esztergom (sans date)
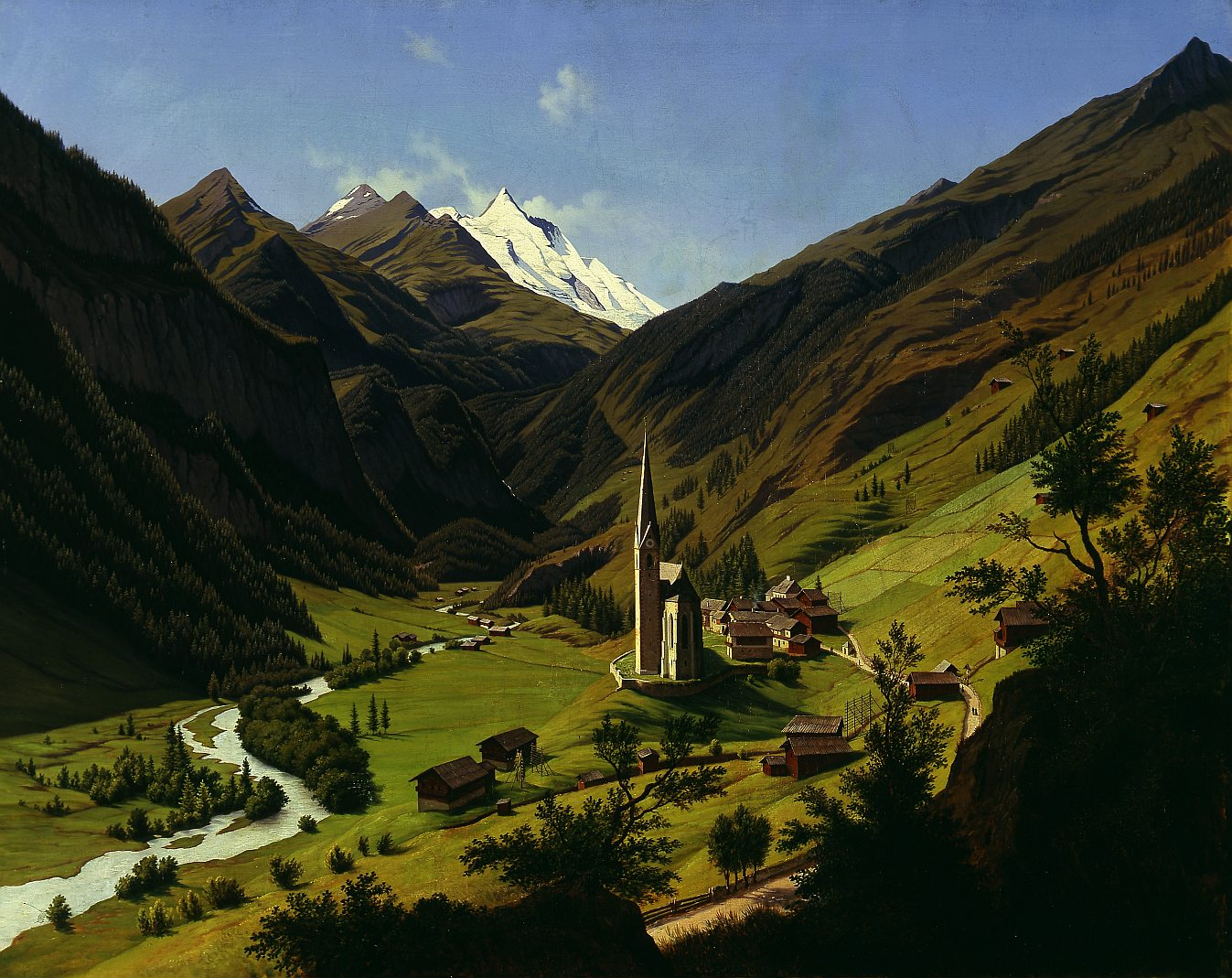
Le village d'Heiligenblut et le Grossglockner en arrière plan (vers 1860)
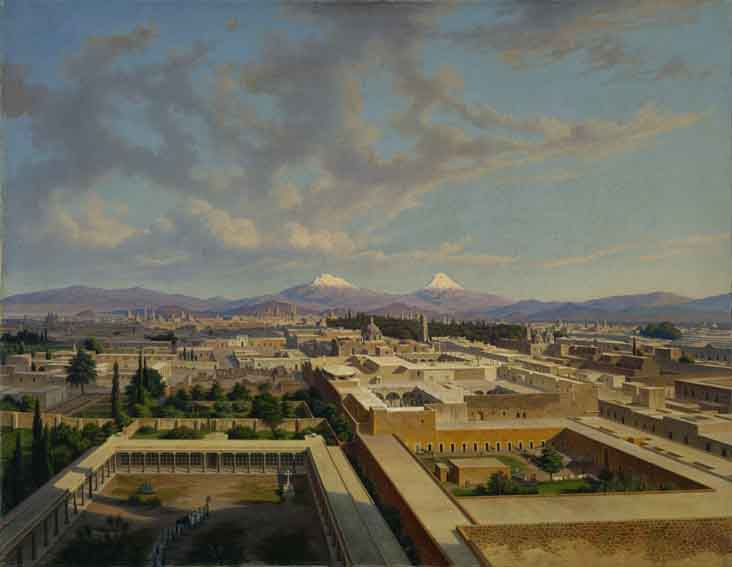
Mexico (1854)
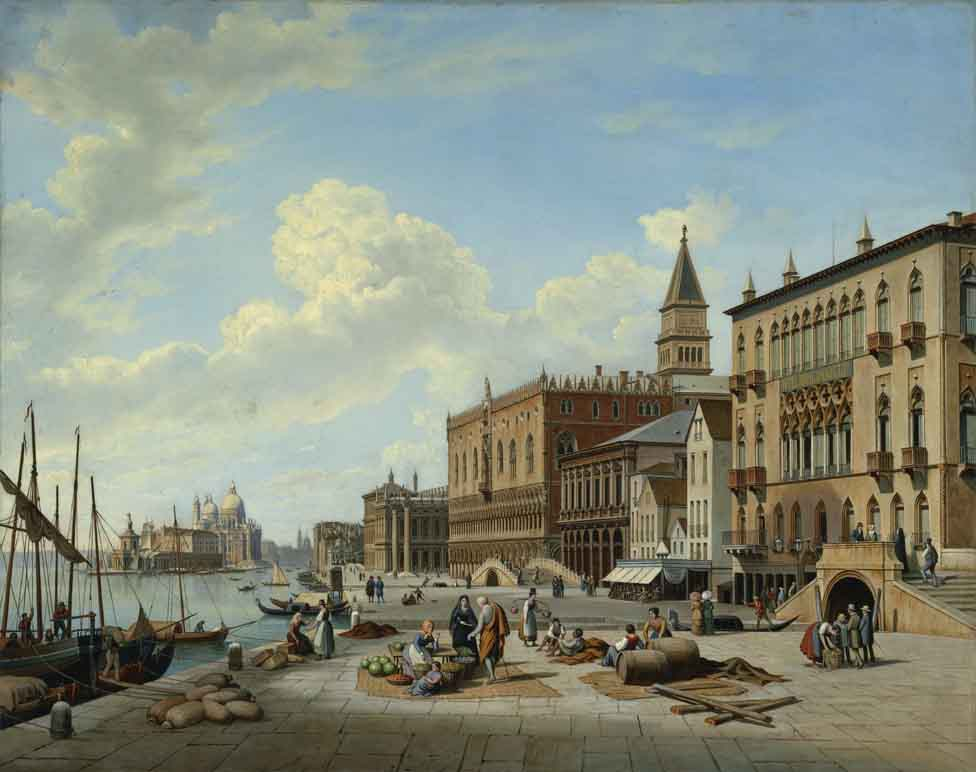
Riva degli Schiavoni à Venise (sans date)

## Sources
- (de) « Publications de et sur Hubert Sattler (peintre) », dans le catalogue en ligne de la Bibliothèque nationale allemande (DNB).
- (en) Joan Marter, The Grove Encyclopedia of American Art : Five-volume set, Oxford, Oxford University Press, coll. « The Grove Encyclopedia of American Art », 2011, 2608 p. (ISBN 978-0-19-533579-8, lire en ligne), p. 561.